# Cosmidi
Els cosmidis són uns tipus de vectors de clonació.
Realment un cosmidi consisteix en un plasmidi al qual se li han afegit uns segments del genoma d'un bacteriòfag, el fag λ.

## Constitució del cosmidi
Un cosmidi conté: 
Per part del plasmidi, l'ori C i un gen de resistència a un antibiòtic, això depèn del tipus de plasmidi del qual derivi i, per tant pot contenir més segments com ara el gen LacZ, que permet la selecció blanc / blau de les colònies.
Per part del fag λ, els extrems COS, extrems complementaris del genoma del fag i que s'empren per a la recircularització del mateix.
Aquests vectors faciliten la feina perquè permeten l'empaquetament in vitro de les seqüències entre dos extrems COS i usar els fags empaquetats per transfectar soques d'E coli, aconseguint un plasmidi en el bacteri, ja que el cosmidi es recircularitza a l'entrar gràcies als extrems COS. També té gens de resistència a antibiòtics d'origen plasmídic, que ajuden en la identificació de cèl·lules hostes que contenen els cosmidis recombinants. Després d'inserir fragments de DNA, els cosmidis recombinants s'empaqueten en la càpsida proteica de λ per formar partícules fàgiques infectives. Una vegada que en la cèl·lula hoste, el cosmidi es replica com plasmidi.

Esquema del clonatge d'ADN utilitzant un plasmidi

## Procediment de clonació
a) Segons els llocs de múltiple clonatge (MSC) o els llocs de restricció, es digereix el cosmidi amb l'enzim de restricció corresponent a l'estratègia experimental, tallant el cosmidi pels extrems COS, linealitzant-lo.
b) Es tracta amb una fosforilasa, que hidrolitza els grups P dels extrems 5 ', per tal d'evitar que l'insert s'afegeixi a un extrem.
c) Es tracta la nostra mostra d'ADN i el cosmidi amb enzims de restricció compatibles.
d) Es barreja la mostra amb el cosmidi i s'afegeix ADN-ligasa. Si seleccionem aquells cosmidis que hagin quedat amb una grandària apropiada, podem encapsidar-los en el fag lambda. Després infectem i seleccionem els bacteris gràcies a que el cosmidi porta un gen de resistència a ampicil·lina.

## Usos dels cosmidis
Han estat àmpliament usats en l'elaboració de genoteques de DNA genòmics de grans dimensions, ja que permeten la introducció d'inserits de DNA de fins a 45 kb, el doble que els vectors derivats de l'eliminació de part del genoma del fag λ, els fagèmids.
Així permeten empaquetar in vitro amb una gran eficiència perquè venen de λ, i recuperació i el treball en placa de petri és més fàcil gràcies al comportament de plasmidi.

## Etimologia
El mot tècnic Cosmidi, deriva de la fusió de (llocs COS) i (plasmidi), generant el mot compost (cos-midi).